# Анадон, Фидель Лоренсо
Фиде́ль Лоре́нсо Анадо́н (исп. Fidel Lorenzo Anadón; 1895, Санта-Элена, Энтре-Риос, Аргентина — 1981, Буэнос-Айрес, Аргентина) — аргентинский военный и государственный деятель, неоднократно (в 1947—1948 годах) исполнявший обязанности министра иностранных дел.

## Биография
В 1915 году окончил Военно-морскую академию, в 1927—1929 годах прошёл переподготовку по специализации управления подводными лодками. Затем служил в качестве офицера на различных кораблях ВМС Аргентины на базе Пуэрто-Бельграно.
В 1943 году был назначен директором Школы механиков ВМС Аргентины, успешно защищал её от попытки захвата во время революционных событий в том же году. Был назначен капитаном крейсера «Альмиранте Браун», затем — командиром базы подводных лодок в Мар-дель-Плата.
- 1944—1946 годах — командующий ВМФ Аргентины.
- 1946 году — был назначен министром военно-морского флота, получил звание адмирала,
- 1947—1948 годах — с перерывами исполнял обязанности министра иностранных дел Аргентины. Президент Перон наградил его орденом — медалью верности.